# كورينوس
كورينوس (Κορινός) هي مدينة في بيريا في مقاطعة فوريا إلادا في اليونان.

## أعلام
- ديمتريس كونستانتيدس